# Ronyó d'acumulació
Un ronyó d'acumulació és un tipus d'òrgan d'excreció propi d'alguns animals, en els quals els residus o les substàncies que sobren s'acumulen en alguns llocs del cos de l'animal. L'essencial és la captació del producte de rebuig amb un emmagatzematge consecutiu d'aquest. Això és, justament, el que defineix el ronyó d'acumulació. Per exemple, en alguns insectes els residus s'acumulen a les escates, com en els lepidòpters, o en l'anomenat cos gras. En el cas dels peixos els residus s'acumulen a les escates, que complirien doncs la funció de ronyó d'acumulació.
Els hexàpodes excreten a través dels tubs de Malpighi però pot haver-hi altres formacions que complementin aquesta funció, com per exemple els nefridis, els nefròcits i els ronyons d'acumulació. Cal dir que el cos adipós funciona també com a ronyó d'acumulació perquè emmagatzema productes residuals nitrogenats a les "cèl·lules de l'urat".
Els productes terminals de rebuig en els organismes amb ronyó d'acumulació, són insolubles en els humors, mentre que els detritus eliminats pel ronyó obert es revelen, al contrari, solubles. Aquesta diferència radical ajuda a la comprensió dels dos tipus diferents d'eliminació renal: el del ronyó d'acumulació, un sistema tancat, i el tipus d'excreció anomenat de ronyó obert. En els animals superiors és d'aquesta últim manera com es produeix l'eliminació de gran part dels catabòlits i de l'aigua.